# Старокудашево
Старокуда́шево (рос. Старокудашево, башк. Иҫке Ҡоҙаш) — село у складі Янаульського району Башкортостану, Росія. Адміністративний центр Старокудашевської сільської ради.
Населення — 395 осіб (2010; 385 у 2002).
Національний склад:
- татари — 62 %
- башкири — 36 %